# 阿勒芒德

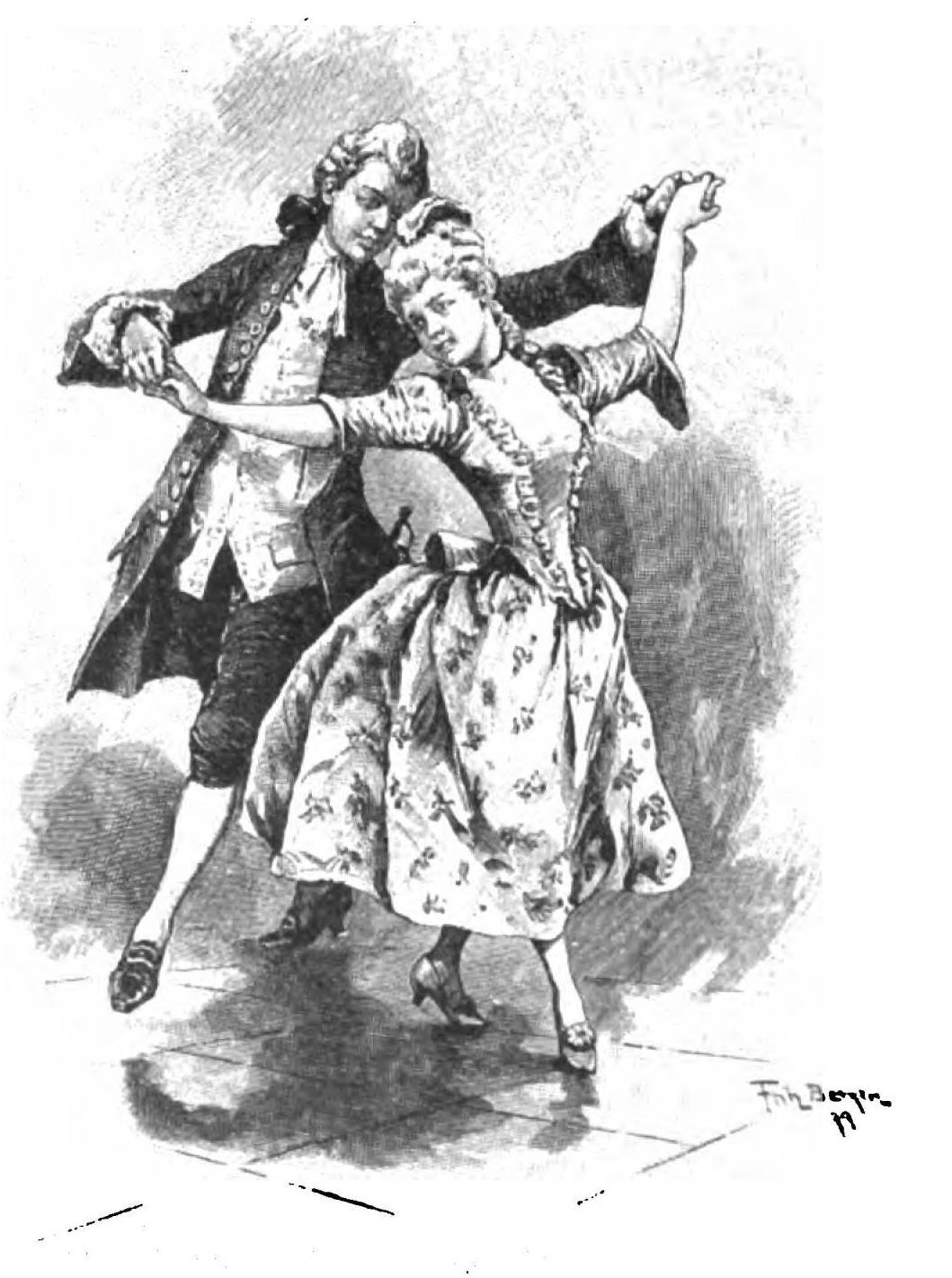
阿勒芒德

阿勒芒德（Allemande）是起源于德国的一种舞曲，其名称来源于法语中对德国的称谓（L'Allemagne），慢速，4/4拍，也有2/4拍中速的，16世纪传入法国，又传入英国，巴洛克时期常用来作为组曲中第一首。
18世纪时有一种新兴的快速三拍子舞曲也被称为阿勒芒德，在瑞士的农村非常流行，后来演变成为“圆舞曲”。